# Austrochaperina polysticta
Austrochaperina polysticta és una espècie de granota que viu a Papua Nova Guinea.